# Новояшево
Новояшево (баш. Яңы Йәш) — деревня в Калтасинском районе Республики Башкортостан Российской Федерации. Входит в состав Старояшевского сельсовета.

## География

### Географическое положение
Расстояние до:
- районного центра (Калтасы): 53 км,
- центра сельсовета (Старояшево): 3 км,
- ближайшей ж/д станции (Янаул): 70 км.

## Население
| 2002 | 2009 | 2010 |
| ---- | ---- | ---- |
| 151  | ↗173 | ↘143 |